# Štefan Korolija
Štefan (Stjepan) Korolija hrvaški pisec, prevajalec, avtor kajkavske književnosti, zagrebški kanonik. * Virje, 15. december, 1760; † Zagreb, 4. maj, 1825.
Rodil se je očetu Đuru Koroliji in materi Katarini Đurišević. Imel je bratranca Martina Korolijo, ki je bil župnik v Drnju. Osnovno šolo je obiskoval v Zagrebu in Varaždinu. Posvetili so ga za župnika 20. februarja 1785. Na Dunaju je študiral teologijo. Leta 1807 so ga imenovali za zagrebškega kanonika, hkrati je bil rektor semenišča v Zagrebu (1808-1815). Leta 1787 je bil župnijski upravitelj v Samarici pri Bjelovaru.
Pisal je pridige v kajkavščini. Zagrebški škof Maksimilijan Vrhovac ga je zaprosil, da bi pomagal prevesti Sveto pismo v kajkavski jezik. Korolija in benediktinski menih Ivan Rupert Gusić sta prevedla Novo zavezo, ki je ostala v rokopisu in se ni objavila v tisku.